# Štipavci
Škorpion ili štipavac je red u razredu paučnjaka koji spadaju pod člankonošce. 
Tipično za škorpione je da su pokriveni čvrstim oklopom od hitina. Kod glave imaju dva kliješta poput škara, s kojima mogu uhvatiti plijen. Kao i svi paučnjaci, škorpioni imaju 4 para nogu. Stražnji dio je poput repa, koji završava jednim otrovnim žalcem, gdje ima otrovne žlijezde. 
Škorpioni spadaju u razred paučnjaka, zajedno s paucima, grinjama. Škorpioni su člankonošci, oni su beskralježnjaci i ime su dobili po člankovitim nogama.
Pripadaju u najkrupnije paukolike životinje, a vjerojatno najstariji – fosili potječu još iz silura. Naseljavaju uglavnom suptropske i tropske predjele, ima ih i u umjerenoj zoni (kod nas ih ima u Primorju). Preko dana miruju sakriveni ispod lišća i kamenja, a noću se aktiviraju u potrazi za hranom. Veličina im se kreće od 13 mm do 25 cm.
Otrov škorpiona je neurotoksičan i kod većine vrsta nije smrtonosan za čovjeka. Međutim, otrov pojedinih vrsta može ugroziti život čovjeka samo ako se u prisutnosti ljudi osjeća ugroženo